# Vlag van Lopik

Vlag van de gemeente Lopik
(sinds 1995)

De vlag van Lopik is op 28 november 1995 bij raadsbesluit vastgesteld als gemeentevlag voor Lopik, ter vervanging van een eerdere vlag. De vlag kan als volgt worden beschreven:
Linksgeschuind van blauw en geel; over de scheidingslijn een rood met wit geschaakte balk van 15 x 2 stukken, waarvan de stukken die bij de hoekpunten staan deels zichtbaar zijn; op het blauw een keizerskroon van rood en goud, met een hoogte van 4/10 van de vlaghoogte.
De vlag bestaat uit een driehoekig blauw vlak en een driehoekig geel vlak, gescheiden door een rood-zilver geblokte diagonaallijn. In de broektop staat de keizerskroon, die is ontleend aan het gemeentewapen van 1818.
De geblokte streep en het gele vlak vinden hun oorsprong in de vlaggen en wapens van Polsbroek en  Benschop. Hiermee bevat de vlag de belangrijkste elementen uit het gemeentewapen van 1990.  Het ontwerp was van de Hoge Raad van Adel.
Het in 1990 verleende wapen was samengesteld uit de wapens van Benschop en Polsbroek, waarmee Lopik in 1989 fuseerde.

Wapen van Lopik (1990)
Wapen van Lopik (1818)
Wapen van Benschop
Wapen van Polsbroek

## Eerdere vlag

Vlag van de gemeente Lopik
(1954-1995)

Op 7 december 1954 werd door de toenmalige gemeente een vlag aangenomen die als volgt kan worden beschreven:
vier even hoge banen van geel, rood, wit en blauw.
Deze kleuren waren ontleend aan het gemeentewapen uit 1948, dat was ontstaan na fusie met de gemeenten Willige Langerak en Jaarsveld in 1943. Onderstaande afbeeldingen geven de verwantschap aan, waarbij opgemerkt moet worden dat het wapen van Jaarsveld door de HRvA onjuist was getekend, en dat dit in het wapen van Lopik was gecorrigeerd.

Wapen van Lopik (1948)
Wapen van Lopik (1818)
Wapen van Willige Langerak
Wapen van Jaarsveld

Amersfoort 
· Baarn 
· Bunnik 
· Bunschoten 
· De Bilt 
· De Ronde Venen 
· Eemnes 
· Houten 
· IJsselstein 
· Leusden 
· Lopik 
· Montfoort 
· Nieuwegein 
· Oudewater 
· Renswoude 
· Rhenen 
· Soest 
· Stichtse Vecht 
· Utrecht  
· Utrechtse Heuvelrug 
· Veenendaal 
· Vijfheerenlanden 
· Wijk bij Duurstede 
· Woerden 
· Woudenberg 
· Zeist